# Johann Baptist Metz
Pour les articles homonymes, voir Metz (homonymie).
Johann Baptist Metz (né le 5 août 1928 à Auerbach in der Oberpfalz et mort le 2 décembre 2019 à Münster) est un théologien catholique allemand. 
Il est professeur émérite de théologie fondamentale à l'Université Wilhelms de Münster (Westphalie). Il est considéré comme le fondateur de la nouvelle théologie politique dans les années 1970 et 80 et est l'un des plus influents théologiens allemands de l'après-Vatican II.

## Biographie
Après son baccalauréat, Johann Baptist Metz étudie la théologie et la philosophie à Bamberg, Innsbruck et Munich. Après ses doctorats en philosophie (1952) et théologie (1961), et son ordination sacerdotale (1954), il est nommé sur la chaire de théologie fondamentale à la Faculté de théologie catholique de l’université de Münster (Westphalie), où il enseigne de 1963 à 1993. Il a ensuite été professeur invité pendant plusieurs années à l'université de Vienne.
De 1968 à 1973, Johann Baptist Metz a été consulteur du Secrétariat pontifical pour les non-croyants. De 1971 à 1975, il a été conseiller du synode des diocèses allemands et auteur principal du document du synode Unsere Hoffnung (Notre espérance).
Johann Baptist Metz est l’un des cofondateurs et rédacteurs de la revue internationale de théologie Concilium.
Il est docteur honoris causa de l'université de Vienne (1994) et lauréat de la médaille Buber-Rosenzweig (2002).

## Pensée

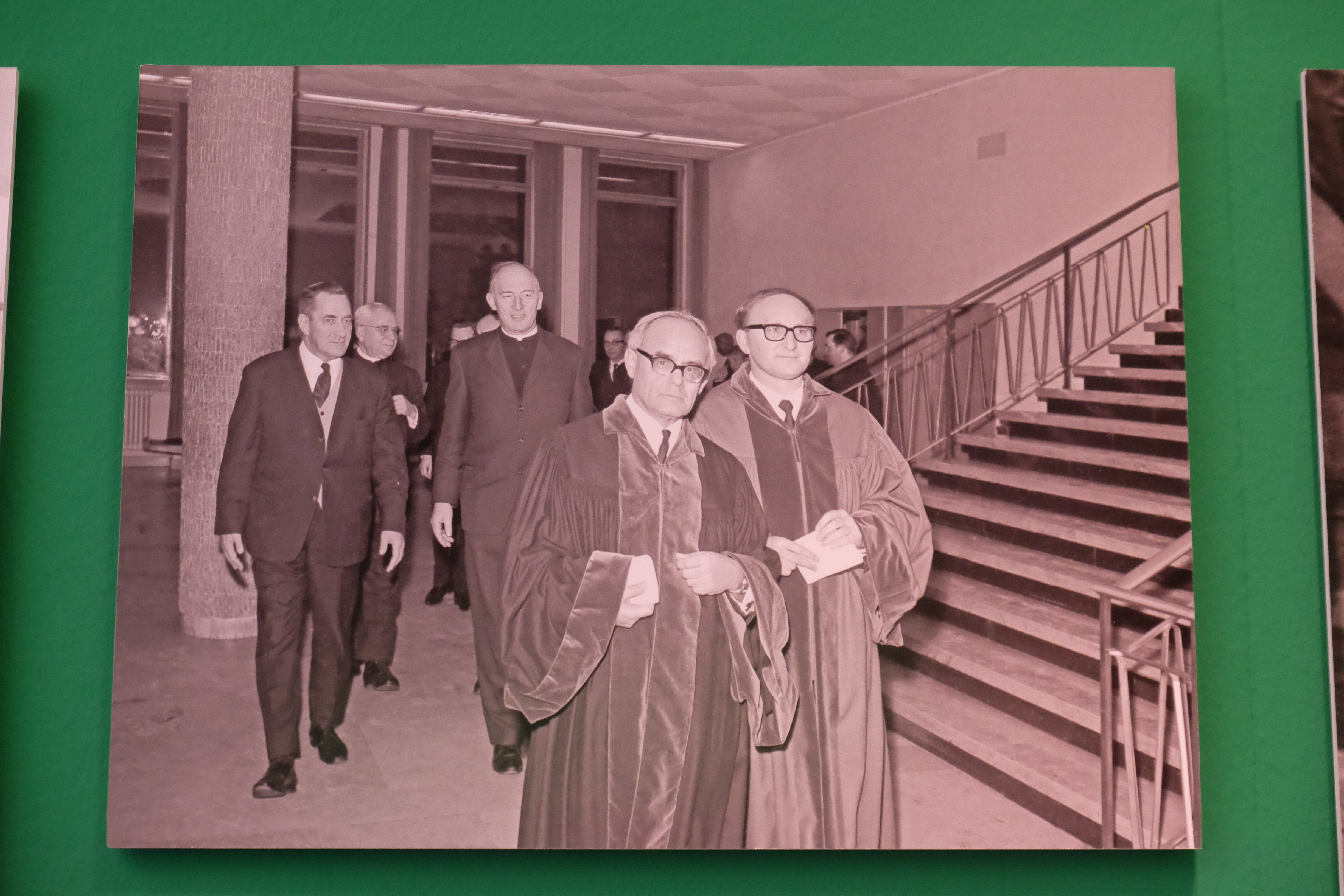
Karl Rahner et Johann Baptist Metz en 1971.

D’abord élève et disciple de Karl Rahner, Johann Baptist Metz s’est éloigné la théologie transcendantale de Rahner pour promouvoir une théologie enracinée dans une praxis chrétienne.
Johann Baptist Metz est au centre d'une nouvelle école de théologie politique (face à la « vieille » théologie politique de Carl Schmitt) qui a fortement influencé la théologie de la libération. Sa pensée fondamentale tourne autour de l'attention à la souffrance d’autrui, et les concepts clefs de sa théologie sont mémoire, solidarité et narration. C’est une pensée qui se veut attentive tant à l’humanisation du monde qu’à son accomplissement eschatologique en Dieu. Pour ce qui concerne son attention à la souffrance d'autrui, on soulignera notamment, dans Memoria passionis (trad. française, Cerf, 2009), cette réflexion profondément significative : 
« Auschwitz signale une horreur pour laquelle la théologie n'a trouvé aucun langage, une horreur qui fait éclater toute l'assurance théologique du discours chrétien. » (p. 53)

## Œuvres
Œuvres traduites en français
- Pour une théologie du monde, Paris, Cerf, 1971.
- La foi dans l'histoire et dans la société : Essai de théologie fondamentale et pratique, Paris, Cerf, 1979.
- Un temps pour les ordres religieux ? Mystique et politique de la suite de Jésus, Paris, Cerf, 1981.
- Memoria passionis, Un souvenir provocant dans une société pluraliste, Paris, Cerf, 2009.

Œuvres en allemand
- Zur Theologie der Welt, Mayence 1973 (Topos-TB),  (ISBN 3-7867-0411-2)
- Glaube in Geschichte und Gesellschaft. Studien zu einer praktischen Fundamentaltheologie, Mayence 1977,  (ISBN 3-7867-0659-X)
- Zeit der Orden? Zur Mystik und Politik der Nachfolge, Fribourg 1977,  (ISBN 3-451-17724-2)
- Jenseits bürgerlicher Religion. Reden über die Zukunft des Christentums, Mayence/Munich 1980,  (ISBN 3-7867-0826-6)
- Zum Begriff der neuen Politischen Theologie 1967-1997, Mayence 1997,  (ISBN 3-7867-2029-0)
- Memoria Passionis. Ein provozierendes Gedächtnis in pluraler Gesellschaft, Fribourg 2006,  (ISBN 978-3-451-28941-5)

## Sources
- (de) Cet article est partiellement ou en totalité issu de l’article de Wikipédia en allemand intitulé « Johann Baptist Metz » (voir la liste des auteurs).

- (en) Cet article est partiellement ou en totalité issu de l’article de Wikipédia en anglais intitulé « Johann Baptist Metz » (voir la liste des auteurs).